# Ленец преломлённый
Лене́ц преломлённый, или Ленец преломля́ющий (лат. Thesíum refráctum) — вид двудольных растений рода Ленец (Thesium) семейства Санталовые (Santalaceae). Впервые описан российским ботаником Карлом Антоновичем Мейером в 1841 году.

## Распространение
Известен из Китая, Японии (остров Хоккайдо), Корейского полуострова, России (Сибирь, Дальний Восток), Центральной Азии (включая Алтайские горы) и Монголии.

## Ботаническое описание
Многолетнее травянистое растение со стеблем 30—40 см длиной.
Корневище прямое, крепкое.
Листья ланцетные, морщинистые; вершина листа в основном тупоконечная.
Соцветие колосовидное, часто разветвлённое, несёт цветки с воронковидным или трубчатым околоцветником белого цвета.
Плод — яйцевидный или эллипсоидный орешек.
Цветёт в июле, плодоносит в сентябре.

## Охранный статус
Занесён в Красную книгу Красноярского края, Томской области России.